# Izegem
Izegem is een plaats en stad in de Belgische provincie West-Vlaanderen. De stad telt ongeveer 29.000 inwoners en wordt ook wel pekkerstad, borstelstad of schoenenstad genoemd. Door de stad stroomt de Mandel en het kanaal Roeselare-Leie.

## Beknopte geschiedenis van Izegem
Er is voor het eerst schriftelijk gebruik gemaakt van de naam Izegem, of Isinchehem zoals het toen werd genoemd, in het jaar 1066. De stadsnaam werd gebruikt in een oorkonde van Boudewijn V van Vlaanderen aan het Sint-Pieterskapittel van Rijsel, aan wie hij een stuk grond en een aantal hoeven schonk.
Izegem behoorde vele eeuwen tot het bisdom Doornik en dit bleef zo tot eind 18e eeuw. Na een korte periode onder het bisdom Gent, werd Izegem vanaf begin 19e eeuw tot het bisdom Brugge gerekend. Dit is op de dag van vandaag nog steeds zo.
Vanaf 11-12de eeuw tot halverwege de 16de eeuw viel Izegem onder de hoede van “de heren van Izegem”. Dit waren achtereenvolgens heren van het geslacht van Izegem, van Maldegem, van Heule en van Stavele.  Tot het eind van de 18de eeuw was Izegem het eigendom van de familie Villain, van wie de laatste telg op het schavot eindigde in 1794. In 1582 werd Izegem verheven van heerlijkheid naar graafschap. In 1678 werd Izegem zelfs een prinsdom.
Op economisch vlak is Izegem vooral gekend van de bloeiende linnennijverheid in de 16de eeuw. Het blauwlinnen van Izegem was veelgevraagd. De Izegemse linnenmarkt speelde een belangrijke rol in de internationale linnenhandel, maar raakte in de 2e helft van deze eeuw in verval. Ook de Mandel, een belangrijke handelsroute, begon te verzanden. De godsdiensttwisten deden vele Izegemse wevers verhuizen naar Brugge en Kortrijk. In 1794 werden schoenen voor het Franse leger besteld en begon de ontwikkeling van de schoeisel –en later ook de borstelnijverheid in 19de en 20ste eeuw, waarvan Eperon d'Or een blijvende herinnering is. Tot 1840 speelde ook de hoedennijverheid een belangrijke rol. In 1801 werd een lakenfabriek geopend. Mechanisatie vond pas in de 2e helft van de 19e eeuw op grote schaal plaats. Vanaf 1875 werden ook stoommachines in Izegem vervaardigd. Tussen 1827 en 1974 was er ook de steenbakkerij Vandeputte. (Stevan)

## Kernen
Naast Izegem zelf bestaat de gemeente nog uit de deelgemeenten Emelgem en Kachtem. Emelgem werd reeds in 1965 bij Izegem gevoegd, Kachtem in 1977. Izegem zelf ligt op de zuidelijke oever van de Mandel, Emelgem en Kachtem op de noordelijke. Langs de oevers van het kanaal is een grote nijverheidszone ontstaan, die van de drie kernen één verstedelijkt gebied maakt. Het stadscentrum telt met de Kasteelwijk en de Bosmolens enkele wijken die een eigen parochie hebben.
| # | Naam          | Opp. (km²) | Inwoners (2020) | Inwoners per km² | NIS-code |
| - | ------------- | ---------- | --------------- | ---------------- | -------- |
| 1 | Izegem (I)    | 15,71      | 19.376          | 1.234            | 36008A   |
| 2 | Emelgem (III) | 5,47       | 5.655           | 1.034            | 36008A5  |
| 3 | Kachtem (II)  | 4,46       | 3.280           | 735              | 36008B   |

Izegem grenst aan volgende dorpen en gemeenten:
| - a. Ingelmunster (gemeente Ingelmunster) - b. Lendelede (gemeente Lendelede) - c. Sint-Eloois-Winkel (gemeente Ledegem) - d. Rumbeke (stad Roeselare) |

| - e. Roeselare (stad Roeselare) - f. Ardooie (gemeente Ardooie) - g. Meulebeke (gemeente Meulebeke) |

### Kaart

Izegem, deelgemeenten en buurgemeenten. De gele gebieden zijn bebouwde kernen.

## Bezienswaardigheden
- Sint-Tillokerk
- Heilig Hartkerk
- Heilige-Familiekerk
- Sint-Rafaëlkerk, gesloopt in 2018
- Kerk van het Kapucijnenklooster
- Klooster van de Zusters van Maria

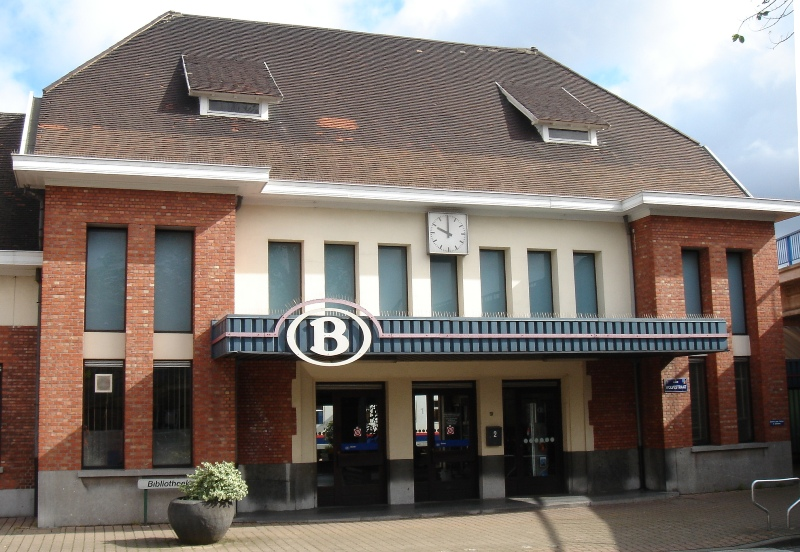
Station Izegem

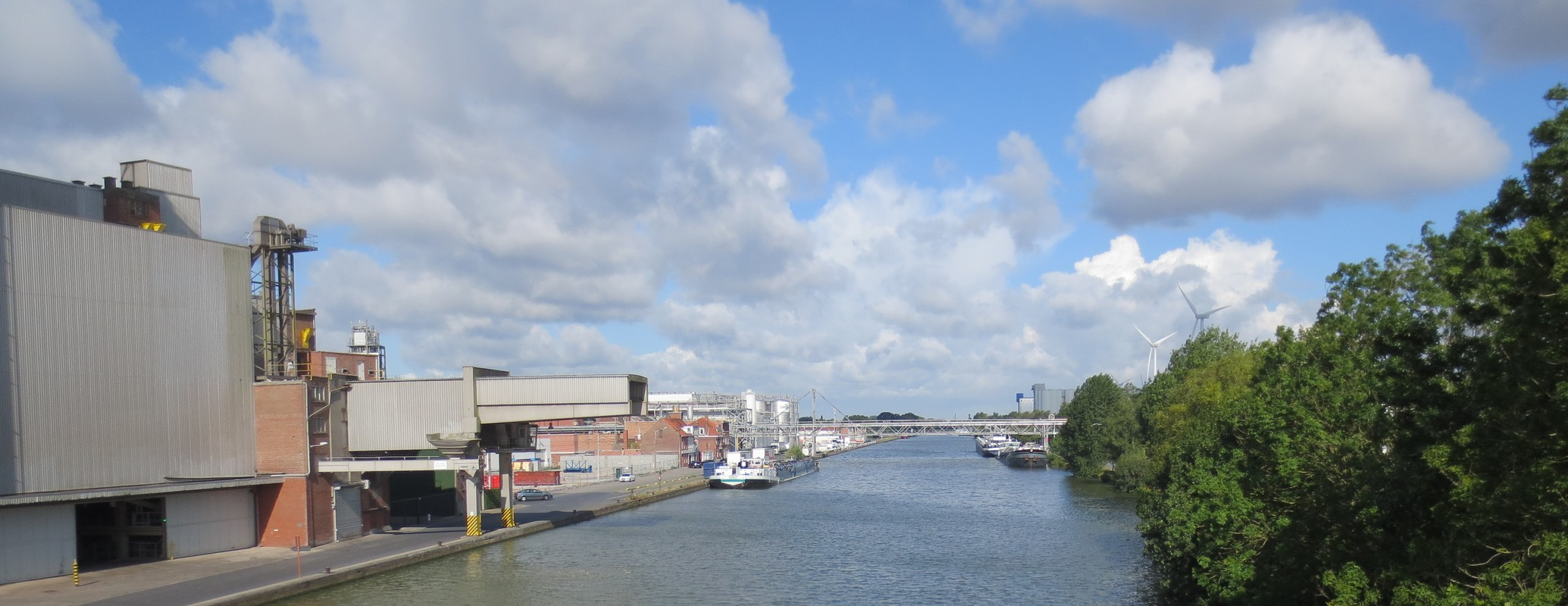
Izegem

- Eperon d'Or, industriële erfgoedsite
- Stoommachinemuseum Etiz : Geklasseerde Carels- en Vanden Kerchove-stoommachine.
- Kasteel Blauwhuis
- Provinciedomein Wallemote-Wolvenhof met Kasteel Wallemote en Kasteel Wolvenhof
- Domein Ter Wallen
- Pekkersbeeld. Dit beeld verwijst naar de schoenenindustrie, waar de schoenen met pekdraad werden gestikt, en naar de borstelindustrie, waar de borstelharen met pek werden vastgezet. De bijnaam van de bewoners van Izegem is pekkers.
- 't Peerke (beeld)
- Cultuurcentrum De Leest

## Natuur en landschap
Izegem ligt in Zandlemig Vlaanderen en de hoogte varieert van 13,5 tot 30,5 meter. In het noorden stroomt de Mandel, die in 1979 werd overkluisd. Ook vindt men daar het Kanaal Roeselare-Leie. Het gebied is sterk bebouwd en geïndustrialiseerd en sluit in het westen via Rumbeke aan op de agglomeratie van Roeselare. In oostelijke richting is de plaats vastgegroeid aan de bebouwing van Ingelmunster.

## Demografie

### Demografische ontwikkeling voor de fusie
- Bronnen:NIS, Opm:1831 tot en met 1970=volkstellingen; 1976 = inwoneraantal op 31 december

### Demografische ontwikkeling van de fusiegemeente
Alle historische gegevens hebben betrekking op de huidige gemeente, inclusief deelgemeenten, zoals ontstaan na de fusie van 1 januari 1977.
- Bronnen:NIS, Opm:1831 tot en met 1981=volkstellingen; 1990 en later= inwonertal op 1 januari

| Inwoners van jaar tot jaar op 1 januari 1992 tot heden | Inwoners van jaar tot jaar op 1 januari 1992 tot heden | Inwoners van jaar tot jaar op 1 januari 1992 tot heden |
| jaar                                                   | Aantal                                                 | Evolutie: 1992=index 100                               |
| ------------------------------------------------------ | ------------------------------------------------------ | ------------------------------------------------------ |
| 1992                                                   | 26.502                                                 | 100,0                                                  |
| 1993                                                   | 26.459                                                 | 99,8                                                   |
| 1994                                                   | 26.501                                                 | 100,0                                                  |
| 1995                                                   | 26.456                                                 | 99,8                                                   |
| 1996                                                   | 26.492                                                 | 100,0                                                  |
| 1997                                                   | 26.482                                                 | 99,9                                                   |
| 1998                                                   | 26.493                                                 | 100,0                                                  |
| 1999                                                   | 26.584                                                 | 100,3                                                  |
| 2000                                                   | 26.532                                                 | 100,1                                                  |
| 2001                                                   | 26.541                                                 | 100,1                                                  |
| 2002                                                   | 26.551                                                 | 100,2                                                  |
| 2003                                                   | 26.498                                                 | 100,0                                                  |
| 2004                                                   | 26.539                                                 | 100,1                                                  |
| 2005                                                   | 26.550                                                 | 100,2                                                  |
| 2006                                                   | 26.544                                                 | 100,2                                                  |
| 2007                                                   | 26.486                                                 | 99,9                                                   |
| 2008                                                   | 26.779                                                 | 101,0                                                  |
| 2009                                                   | 26.847                                                 | 101,3                                                  |
| 2010                                                   | 27.111                                                 | 102,3                                                  |
| 2011                                                   | 27.238                                                 | 102,8                                                  |
| 2012                                                   | 27.363                                                 | 103,2                                                  |
| 2013                                                   | 27.354                                                 | 103,2                                                  |
| 2014                                                   | 27.364                                                 | 103,3                                                  |
| 2015                                                   | 27.376                                                 | 103,3                                                  |
| 2016                                                   | 27.550                                                 | 104,0                                                  |
| 2017                                                   | 27.590                                                 | 104,1                                                  |
| 2018                                                   | 27.729                                                 | 104,6                                                  |
| 2019                                                   | 28.018                                                 | 105,7                                                  |
| 2020                                                   | 28.322                                                 | 106,9                                                  |
| 2021                                                   | 28.554                                                 | 107,7                                                  |
| 2022                                                   | 28.845                                                 | 108,8                                                  |
| 2023                                                   | 29.013                                                 | 109,5                                                  |
| 2024                                                   | 29.227                                                 | 110,3                                                  |
| 2025                                                   | 29.427                                                 | 111,0                                                  |

## Evenementen
- Patersmarkt op de laatste zondag van de maand mei (uitzondering in 2007: 3 juni)
- Batjes: derde weekend van juni
- Izegem-kermis: van het eerste tot tweede weekend van september
- Isotopia (jaarlijks stadsfestival)
- Emelgemse Feesten: duurt drie dagen
- Emelgem-Ommegang of Peerommegang
- Kachtem-Ommegang: begint elk jaar op 24 juni en duurt 9 dagen
- Bosmolens-Ommegang: jaarlijks buurtfeest op de Bosmolens parochie
- Wereldfestival: tweejaarlijks eerste weekend juli
- Kwarttriatlon
- Izegem-koers (donderdag van de kermis)
- Boksgala op Allerheiligen
- Izzefest: tweejaarlijks metal- en hardcorefestival
- Tunnefeesten: jaarlijks festival in september georganiseerd door jeugdhuis de Tunne
- Waanzin festival: jaarlijks festival in mei (voorheen Univerz)
- Headbanger's Balls Fest: jaarlijks metalfestival

## Sport
- Americanfootballclub Izegem Tribes
- Badmintonclub IZBA
- Bowlingclub Izegem BC Izegem
- iSkate Izegem-Roeselare - Skeelerclub
- Judo Izegem
- Kenshiki Dojo Izegem - Japanse zwaard- en stokkrijgskunsten
- Voetbalclub KFC Izegem is aangesloten bij de KBVB.
- Voetbalclub VV Emelgem-Kachtem is aangesloten bij de KBVB. Fusieclub tussen SV Izegem en VK Kachtem, opgericht in 2012.
- Volleybalclub IVT Izegem
- Watersportclub IWV Izegem
- Handbalclub Izegem
- Atletiekclub FLAC Izegem
- Basketbalclub BBC Izegem
- Izegemse Zwemvereniging IZV[3]
- Izegemse Reddingsclub IRC (reddend zwemmen)[4]

## Politiek

### Structuur
| Izegem           | Izegem           | Supranationaal         | Nationaal                         | Nationaal                         | Gemeenschap               | Gewest                    | Provincie                 | Arrondissement  | Provinciedistrict | Kanton          | Gemeente        |
| ---------------- | ---------------- | ---------------------- | --------------------------------- | --------------------------------- | ------------------------- | ------------------------- | ------------------------- | --------------- | ----------------- | --------------- | --------------- |
| Administratief   | Niveau           | Europese Unie          | België                            | België                            | Vlaanderen                | Vlaanderen                | West-Vlaanderen           | Roeselare       | Roeselare         | Roeselare       | Izegem          |
| Administratief   | Bestuur          | Europese Commissie     | Belgische regering                | Belgische regering                | Vlaamse regering          | Vlaamse regering          | Deputatie                 | Deputatie       | Deputatie         | Deputatie       | Gemeentebestuur |
| Administratief   | Raad             | Europees Parlement     | Kamer van volksvertegenwoordigers | Kamer van volksvertegenwoordigers | Vlaams Parlement          | Vlaams Parlement          | Provincieraad             | Provincieraad   | Provincieraad     | Provincieraad   | Gemeenteraad    |
| Kiesomschrijving | Kiesomschrijving | Nederlands Kiescollege | Kieskring West-Vlaanderen         | Kieskring West-Vlaanderen         | Kieskring West-Vlaanderen | Kieskring West-Vlaanderen | Kieskring West-Vlaanderen | Roeselare-Tielt | Roeselare         | Izegem          | Izegem          |
| Verkiezing       | Verkiezing       | Europese               | Federale                          | Federale                          | Vlaamse                   | Vlaamse                   | Provincieraads-           | Provincieraads- | Provincieraads-   | Provincieraads- | Gemeenteraads-  |

### Burgemeesters
- 1830-1832: Joseph Vanden Bogaerde
- 1832-1835: Ivo Devos-Stauthamer
- 1835-1840: Augustin Demonie
- 1840-1870: François Lefebvre
- 1871-1874: François Ameye-Degheus
- 1874-1900: Henri De Mûelenaere
- 1900-1904: Valère Vanden Bogaerde
- 1905-1907: Henri Paret-Cappelle
- 1908-1912: Eugène Carpentier
- 1912-1914: vacant
- 1914-1919: Eugène Carpentier
- 1920-1921: François Bral
- 1921-1940: Cyriel Staes
- 1941-1944: Paul Depoorter
- 1945: Emile Allewaert
- 1945-1946: Cyriel Staes
- 1946-1958: Emile Allewaert
- 1959-1964: Jules Sintobin
- 1965-1970: André Bourgeois
- 1971-1976: Gustaaf Nyffels
- 1977-1980: Werner Vens
- 1980-1982: Florent Vandenberghe
- 1983: Gustaaf Nyffels
- 1983-1988: Robert Vanlerberghe
- 1989-2006: Willy Verledens
- 2007-2012: Gerda Mylle
- 2013-2024: Bert Maertens
- 2024-heden: Kurt Grymonprez

#### 2013-2018
Burgemeester was Bert Maertens (N-VA). Tot mei 2016 leidde hij een coalitie bestaande uit N-VA, sp.a en Groen. Samen vormden ze de meerderheid met 19 op 29 zetels. Na een fundamenteel meningsverschil en de stemming over Visie 2030 stapte Groen (2 gemeenteraadsleden) zowel uit de meerderheid als uit het kartel.

#### 2018-2024
Na de verkiezingen van oktober 2018 bleef Bert Maertens (N-VA) burgemeester van Izegem. Hij leidde een coalitie bestaande uit N-VA en CD&V en beschikte over een meerderheid van 16 op 29 zetels.

#### 2024-heden
Bij de verkiezingen van oktober 2024 werd Stip+, een lijst van gewezen socialisten, onafhankelijken en voormalige leden van Open Vld, de grootste partij. De partij vormde een coalitie met het Vlaams Belang en beschikt over een meerderheid van 15 op 29 zetels. Hiermee werd Izegem een van drie gemeenten waar het cordon sanitaire tegen het Vlaams Belang werd doorbroken. Kurt Grymonprez van Stip+ werd burgemeester.

### Resultaten gemeenteraadsverkiezingen sinds 1976
| Partij of kartel     | Partij of kartel                             | 10-10-1976 | 10-10-1976 | 10-10-1982 | 10-10-1982 | 9-10-1988 | 9-10-1988 | 9-10-1994 | 9-10-1994 | 8-10-2000 | 8-10-2000 | 8-10-2006 | 8-10-2006 | 14-10-2012 | 14-10-2012 | 14-10-2018 | 14-10-2018 | 13-10-2024 | 13-10-2024 |
| Stemmen / Zetels     | Stemmen / Zetels                             | %          | 29         | %          | 29         | %         | 29        | %         | 29        | %         | 29        | %         | 29        | %          | 29         | %          | 29         | %          | 29         |
| -------------------- | -------------------------------------------- | ---------- | ---------- | ---------- | ---------- | --------- | --------- | --------- | --------- | --------- | --------- | --------- | --------- | ---------- | ---------- | ---------- | ---------- | ---------- | ---------- |
|                      | SP1/ sp.a-GroenA/ sp.a2/ Vooruit-GroenB      | 29,041     | 9          | 30,051     | 10         | 25,671    | 8         | 26,161    | 9         | 25,661    | 8         | 28,0A     | 9         | 24,71A     | 4          | 8,12       | 2          | 12,3B      | 3          |
|                      | Agalev1/ sp.a-GroenA/ Groen2/ Vooruit-GroenB | -          |            | -          |            | 4,691     | 0         | 4,681     | 0         | 5,251     | 1         | 28,0A     | 9         | 24,71A     | 3          | 8,92       | 2          | 12,3B      | 3          |
|                      | PVV1/ VLD2/ Open Vld3/ STiP+C                | 7,911      | 1          | 7,721      | 1          | 8,731     | 2         | 11,692    | 3         | 14,392    | 4         | 10,72     | 2         | 9,293      | 2          | 7,23       | 1          | 32,7C      | 10         |
|                      | STiP1/ STiP+C                                | -          |            | -          |            | -         |           | -         |           | -         |           | -         |           | -          |            | 16,31      | 5          | 32,7C      | 10         |
|                      | CVP1/ CD&V2                                  | 48,371     | 15         | 32,791     | 11         | 28,21     | 9         | 23,971    | 9         | 25,111    | 8         | 26,152    | 8         | 21,312     | 6          | 11,92      | 3          | 12,32      | 3          |
|                      | VU1/ VU&ID2/ N-VA3                           | 14,681     | 4          | 18,611     | 5          | 16,571    | 5         | 13,81     | 4         | 23,612    | 7         | 21,523    | 6         | 36,373     | 12         | 35,83      | 13         | 25,33      | 8          |
|                      | Vlaams Blok1/ Vlaams Belang2                 | -          |            | -          |            | -         |           | 3,631     | 0         | 5,981     | 1         | 13,622    | 4         | 8,322      | 2          | 11,72      | 3          | 17,42      | 5          |
|                      | GB                                           | -          |            | 8,33       | 2          | 16,14     | 5         | 13,87     | 4         | -         |           | -         |           | -          |            | -          |            | -          |            |
| Anderen(*)           | Anderen(*)                                   | -          |            | 2,5        | 0          | -         |           | 2,21      | 0         | -         |           | -         |           | -          |            | -          |            | -          |            |
| Totaal stemmen       | Totaal stemmen                               | 18400      | 18400      | 18811      | 18811      | 19433     | 19433     | 19538     | 19538     | 19902     | 19902     | 20135     | 20135     | 20156      | 20156      | 20388      | 20388      | 14145      | 14145      |
| Opkomst %            | Opkomst %                                    |            |            |            |            | 95,27     | 95,27     | 94,29     | 94,29     | 93,89     | 93,89     | 94,78     | 94,78     | 92,91      | 92,91      | 93,2       | 93,2       | 64,4       | 64,4       |
| Blanco en ongeldig % | Blanco en ongeldig %                         | 3,82       | 3,82       | 5,71       | 5,71       | 4,66      | 4,66      | 5,18      | 5,18      | 4,99      | 4,99      | 4,52      | 4,52      | 4,84       | 4,84       | 4,8        | 4,8        | 1,1        | 1,1        |

De rode cijfers naast de gegevens duiden aan onder welke naam de partijen telkens bij een verkiezing opkwamen.

De zetels van de gevormde coalitie staan vetjes afgedrukt. De grootste partij is in kleur.

(*) 1982: BELEID / 1994: POMM

## Bekende personen uit Izegem
- Judocus Bouckaert (1583-1646), bisschop van Ieper
- Edouard Deryckere (1812 - 1899), ondernemer
- Valère Vanden Bogaerde (1855-1904), burgemeester, volksvertegenwoordiger
- Robert Gits (1886-1971), senator
- Felix Dalle (1921-2000), schrijver, leraar en priester
- Roger Decock (1927-2020), wielrenner
- André Bourgeois (1928-2015), minister van Landbouw en KMO's (CVP)
- Frans Brouw (Veurne 1929), Belgisch-Canadees pianist (laureaat Koningin Elisabethwedstrijd 1952)
- Albert Clarysse (1936), kankerspecialist
- Patrick Sercu (1944-2019), wielrenner
- Guido Depraetere (1946-2006), tv-presentator en -producer, politicus en cartoonist
- Paul Couter (1949-2021), gitarist
- Geert Bourgeois (1951), Vlaams minister-president (N-VA)
- Geert Spillebeen (1956), schrijver, radiojournalist
- Karel Declercq (1957), cabaretier
- Bart Staes (1958), Europees parlementslid voor Groen!
- Myriam Vanlerberghe (1961), gedeputeerde provincie West-Vlaanderen
- Peter Baert (1963-2016), sportjournalist
- Johan Bruyneel (1964), wielrenner en daarna Algemeen Manager van Team Radioshack
- Jan Michiels (1966), pianist (laureaat Koningin Elisabethwedstrijd 1991)
- Niko Eeckhout (1970), wielrenner
- Cathérine Vandoorne (1970), radiopresentatrice
- Frank Verstraete (1972), natuurkundige
- Ulla Werbrouck (1972), judoka
- Serge Buyse, (1973), zanger, rapper, striptekenaar
- Veerle Dejaeghere (1973), atlete
- Bianca Vanhaverbeke, (1975), actrice
- Flip Kowlier (1976), zanger
- Piet Deveughele (1977), atleet
- Ward Bogaert (1979), journalist
- Steven Bossuyt (1980), frontzanger Sherman, acteur
- Tine Bossuyt (1980), zwemster
- Julie Colpaert (1980), journaliste
- Bert Maertens (1981), burgemeester, Vlaams volksvertegenwoordiger
- Yves Lampaert (1991), wielrenner
- Matthias Vandenbulcke (1992), radiopresentator
- Justine Ghekiere (1996), wielrenster
- Alex Vandenbulcke (2001), wielrenner
- Jade Vansteenkiste (2003), gymnaste

## Stedenband
- Hotton (België)
- Bad Zwischenahn (Duitsland)
- Hilders (Duitsland)
- Belle (Bailleul) (Frankrijk)
- Zlín (Tsjechië)

## Nabijgelegen kernen
Emelgem, Kachtem, Rumbeke, Ingelmunster, Lendelede